# Wit-Russische Staatsuniversiteit
De Wit-Russische Staatsuniversiteit (Wit-Russisch: Белару́скі дзяржа́ўны унівэрсытэ́т; Russisch: Белору́сский госуда́рственный университе́т; Engels: Belarusian State University) werd gesticht op 2 juli 1921, maar de academische werkzaamheden begonnen pas op 30 oktober van dat jaar. De universiteit bevindt zich in de hoofdstad van Wit-Rusland, Minsk.

## Faculteiten
De universiteit heeft 16.700 studenten, verdeeld over achttien faculteiten:
- Toegepaste Wiskunde en Computerwetenschappen
- Biologie
- Bedrijfswetenschappen en Informatietechnologie
- Scheikunde
- Economie
- Geografie
- Geschiedenis
- Humane wetenschappen
- Internationale betrekkingen
- Journalistiek
- Rechtsgeleerdheid
- Wiskunde en mechanica
- Filologie
- Filosofie en sociale studies
- Natuurkunde
- Voorbereidende faculteit voor buitenlanders
- Telecommunicatieteckniek en elektrotechniek
- Militaire Faculteit